# 1761 au théâtre
| Années du théâtre : 1758 - 1759 - 1760 - 1761 - 1762 - 1763 - 1764    |
| Décennies du théâtre : 1730 - 1740 - 1750 - 1760 - 1770 - 1780 - 1790 |

## Événements
- Une salle de théâtre en bois est construite en 1761 à Châtelaine, un hameau frontière entre Genève et la Savoie, sur territoire français, et attire les amateurs de théâtre genevois (les représentations théâtrales étant interdites à Genève) ; Voltaire y fait jouer plusieurs pièces[1].
- Louis-François-Armand, duc de Fronsac, puis de Richelieu, gouverneur de Guyenne, crée une troupe permanente de théâtre à Bordeaux.
- Loi prohibant les représentations théâtrales dans l'état de Rhode Island aux États-Unis.
- 16 février : l'acteur Louis Bruyas dit Bursay débute à la Comédie-Française à Paris.

## Pièces de théâtre publiées
- La Provinciale, comédie attribuée à Marivaux, publiée dans le Mercure de France.

## Pièces de théâtre représentées
- janvier : La Bonne Mère, comédie de Carlo Goldoni, Venise.
- 18 février : Le Père de famille de Denis Diderot, Comédie-Française, Paris.
- 12 février : The Jealous Wife (en), comédie de George Colman, théâtre royal de Drury Lane, Londres.
- 19 décembre : Zulime, tragédie de Voltaire, dans une version modifiée par rapport à la création du 8 juin 1740, Comédie-Française, Paris.
- La Villégiature, trilogie de Carlo Goldoni, Teatro San Luca, Venise.

## Naissances
- 26 mars : Anne-Hyacinthe Geille de Saint-Léger, romancière et dramaturge française, morte le 18 septembre 1824.
- 3 avril : Marie-Élisabeth Joly, actrice française, morte le 5 mai 1798.
- 3 mai : August von Kotzebue, juriste, dramaturge et polémiste conservateur allemand, mort le 23 mars 1819.
- 18 juin : Nicolas Anselme, dit Baptiste aîné, acteur français, mort le 30 novembre 1835.
- 14 juillet : Jean-Henri-Ferdinand Lamartelière, dramaturge français, premier adaptateur-traducteur en français des pièces de Schiller, mort le 27 avril 1830.
- 26 août : Jean-Élie Bédéno Dejaure, auteur dramatique français, mort le 1er octobre 1799.
- 18 septembre : François Raynouard, philologue romaniste et dramaturge français, mort le 27 octobre 1836.
- 4 décembre : Jean-Louis Laya, auteur dramatique et critique littéraire français, censeur royal des théâtres, mort le 25 août 1833.
- 25 décembre : 
  - Augustin-Gervais Lechauve, dit De Vigny ou Devigny, acteur français, mort le 15 août 1830.
  - Francis North, 4e comte de Guilford, pair britannique, militaire et dramaturge, mort le 11 janvier 1817.
- Date précise non connue :
  - Jean-Baptiste Cortay dit Bojolay, directeur de théâtres français, actif à Bordeaux où il dirige le Grand Théâtre de 1808 à 1822, mort le 2 juillet 1832.

## Décès
- 25 février : Joseph-François-Édouard de Corsembleu, dramaturge français, né le 1er mars 1723.
- 12 mars : Pierre-François Godard de Beauchamps, auteur dramatique, historien du théâtre et romancier français, né en 1689.
- 18 décembre : Préville, acteur français, né le 19 septembre 1721.